# 工人新村
工人新村是指为解决工业化进程中大规模兴建的服务于工人群体特别是国营工厂职工的住宅小区。1950年代起，工人新村在中国各地如上海、天津、北京、哈尔滨、武汉等地都有广泛的分布，各地的工人新村因地域特点和历史背景而有所不同。

## 历史
工人新村的建设始于20世纪50年代，正值中华人民共和国成立初期。当时，中国正处于工业化和城市化的快速发展阶段，大量工人涌入城市，住宅需求剧增。政府采取了学习苏联模式和优先发展重工业的道路，这一时期的城市住宅建设必须“贯彻为生产、为工人服务的观点”。为了满足工人的居住需求，政府开始大规模兴建工人新村。这些住宅区通常配备完善的基础设施，如学校、医院、商店等，旨在为工人提供便利的生活条件。

## 各地工人新村

### 上海
上海的第一个工人新村是曹杨新村，1951年建设。

### 天津
天津第一个建成的工人新村是中山门工人新村，配合工人新村还配套修建了中山门公园。1952年，天津共建成90余万平方米工人新村，住宅建设占当年基建总投资的比例达到20%。

### 北京
北京的工人新村主要集中在石景山区和朝阳区。北京的工人新村不仅解决了工人的居住问题，还推动了城市的扩展和发展。

### 哈尔滨
哈尔滨作为中国东北的重要工业基地，工人新村的建设也非常典型。哈尔滨的工人新村大多集中在动力区和南岗区，如动力工人新村、南岗工人新村等。

## 现状
随着时间的推移，许多工人新村逐渐老化，面临设施老旧、空间不足等问题。近年来，各地政府开始对工人新村进行改造和升级，以提升居民的生活质量。一些工人新村已经被改造为现代化的居住社区，而另一些则被纳入历史保护范围。